# Pissa (rivière)
Pour les articles homonymes, voir Pissa.
La Pissa (en russe : Писса) est une rivière de l'oblast de Kaliningrad en Russie et un affluent de l'Angrapa, donc un sous-affluent de la Pregolia.

## Géographie
La Pissa, l'Inster et l'Angerapp (Angrapa) sont des affluents du Pregel. Ces noms, d'origine vieux-prussienne, étaient utilisés par les Allemands de la province de Prusse-Orientale jusqu'en 1945.
Les villes de Goussev et Tcherniakhovsk sont situées sur le cours de la Pissa.